# 正福寺 (袖ケ浦市)
正福寺（しょうふくじ）とは、千葉県袖ケ浦市にある真言宗智山派の寺院である。笠上観音（かさがみかんのん）の名で知られる。

## 概要
古来より、「久保田の観音様」として信仰の厚い寺院である。毎年4月29日には癇の虫封じの儀式を行っている。

## 発祥
寛政年間の火災により記録が消失しているため、由緒などは不明だが、1873年（明治6年）まで笠上山の中腹にあった旧笠上観音の堂宇が廃されたのち、本尊の聖観世音菩薩坐像が正福寺に遷され、笠上観音と名乗ったようである。
旧笠上観音には、1814年（文化11年）に和算家の馬場正督が算額を奉納している。
明治時代に発行された「故郷姉崎町年中行事（編纂　齊藤孝/画　廣瀬蘆竹）」の中に「望陀郡久保田村笠上山観音春色」という題名で描かれている笠上観音の南画には、山上にある本堂とともに山門などが描かれており、当時の隆盛を垣間見ることができる。

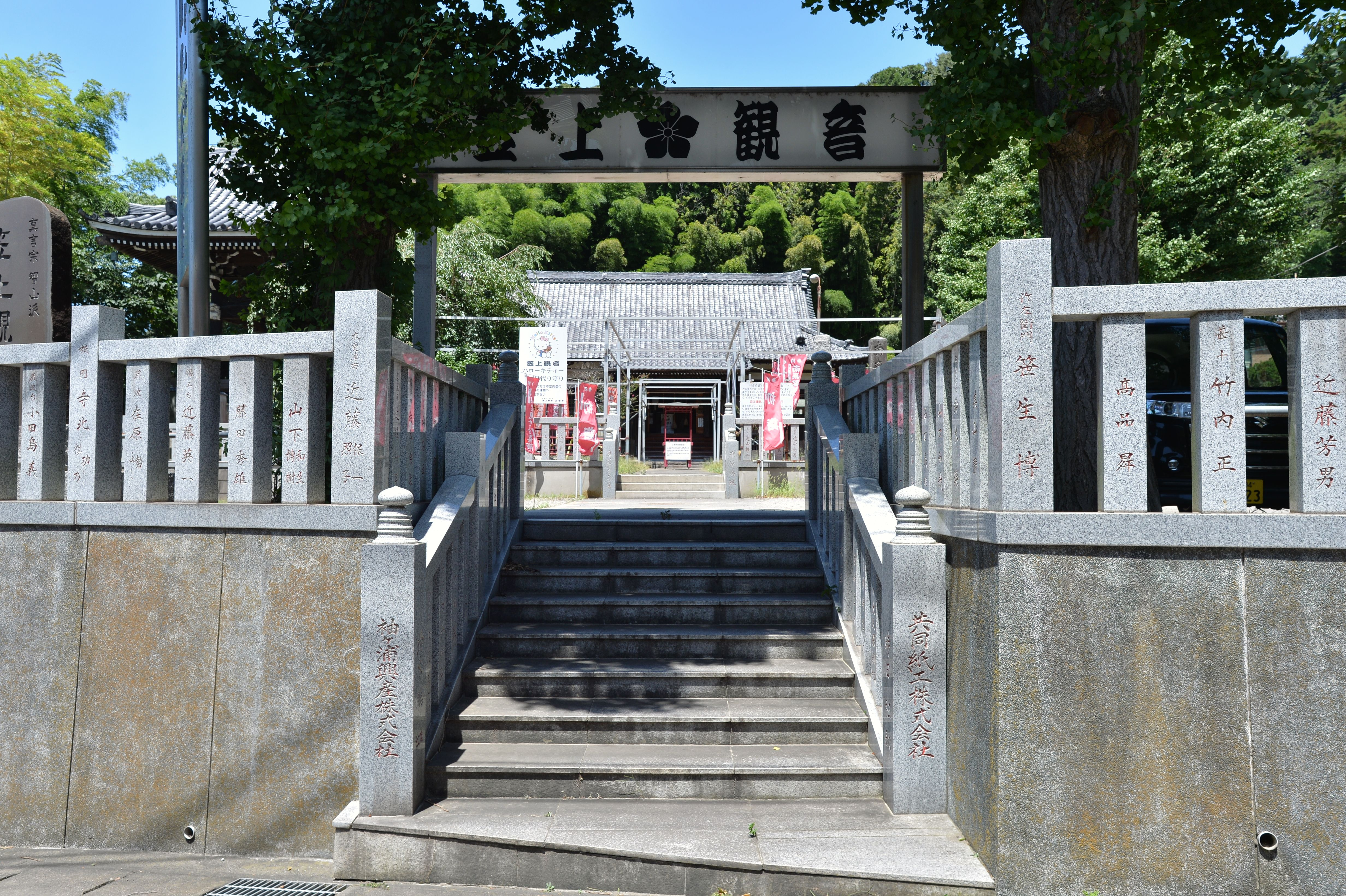
入口
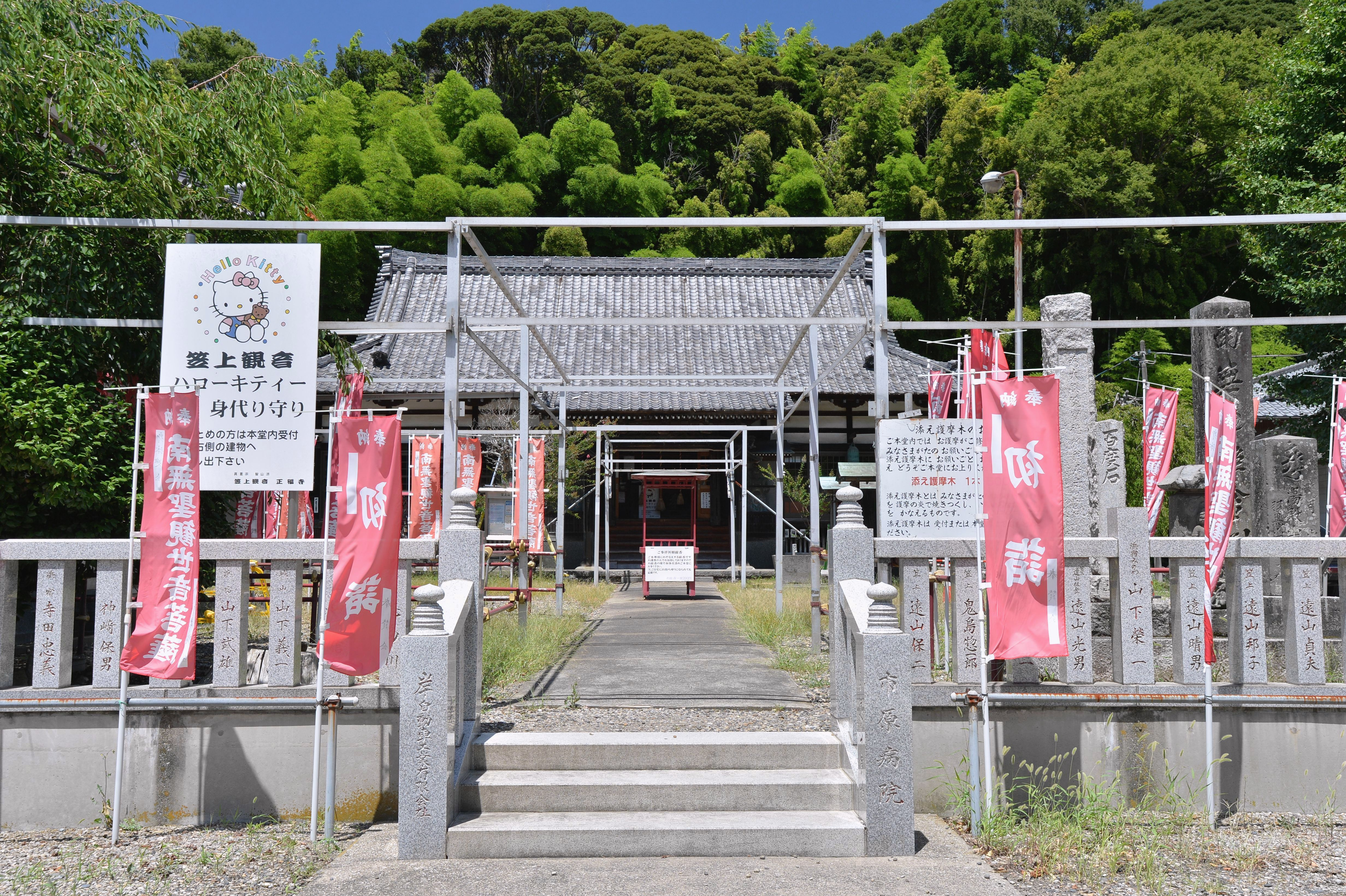
境内の参道
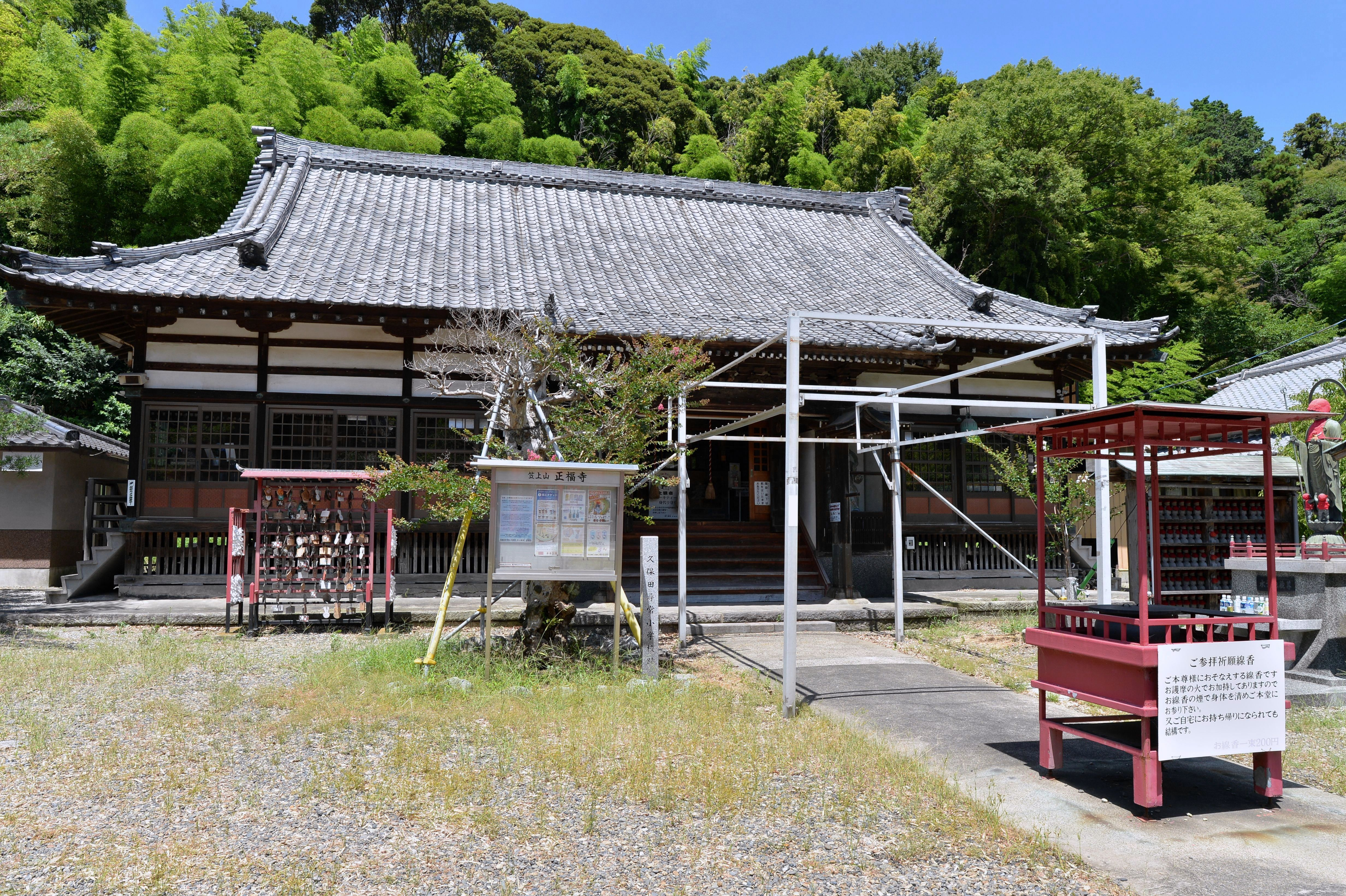
本堂
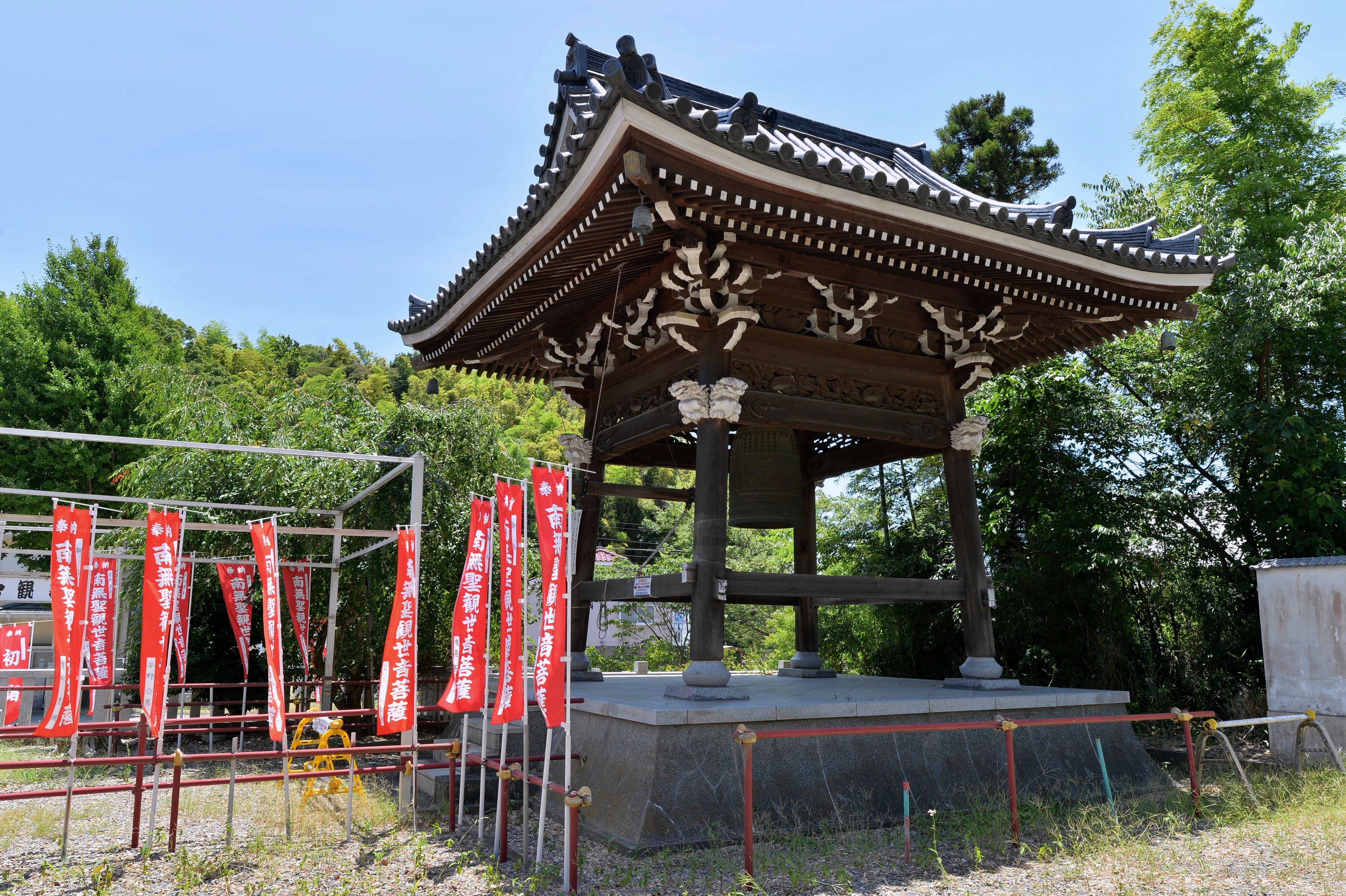
鐘楼

## 所蔵品
旧笠上観音から引き継いだ物が多い。
・本尊　聖観世音菩薩坐像
天平年間に行基により彫刻されたと伝わる。正福寺は密教寺院のため通常は秘仏とされているが、33年に一度だけ開帳される。
・絵馬（旧笠上観音より）
・仁王像（同上）
・賽銭箱（同上）

## アクセス
JR内房線 長浦駅から徒歩15分